# شريان معدي ثربي أيسر
الشريان المعدي الثربي الأيسر (بالإنجليزية: Left gastro-omental artery)‏ هو فرع من الشريان الطحالي.